# Kannivadi (Dindigul)
Kannivadi è una suddivisione dell'India, classificata come town panchayat, di 10.397 abitanti, situata nel distretto di Dindigul, nello stato federato del Tamil Nadu. In base al numero di abitanti la città rientra nella classe IV (da 10.000 a 19.999 persone).

## Geografia fisica
La città è situata a 10° 23' 30 N e 77° 50' 07 E.

## Società

### Evoluzione demografica
Al censimento del 2001 la popolazione di Kannivadi assommava a 10.397 persone, delle quali 5.163 maschi e 5.234 femmine. I bambini di età inferiore o uguale ai sei anni assommavano a 1.007, dei quali 496 maschi e 511 femmine. Infine, coloro che erano in grado di saper almeno leggere e scrivere erano 6.739, dei quali 3.907 maschi e 2.832 femmine.